# Козацьке (Генічеський район)
Коза́цьке (вимоваⓘ, до 2024 року — Комунарське) — селище в Україні, у Генічеській міській громаді Генічеського району Херсонської області. Населення становить 15 осіб.

## Історія
12 червня 2020 року, відповідно до Розпорядження Кабінету Міністрів України № 726-р «Про визначення адміністративних центрів та затвердження територій територіальних громад Херсонської області», увійшло до складу Генічеської міської громади.
17 липня 2020 року, в результаті адміністративно-територіальної реформи та ліквідації колишнього Генічеського району увійшло до складу новоутвореного Генічеського району.
24 лютого 2022 року селище тимчасово окуповане російськими військами під час російсько-української війни.
19 вересня 2024 року Верховна Рада підтримала перейменування селища Комунарське на Козацьке. 26 вересня 2024 року перейменування набуло чинності.